# 圣马塞尔莱瓦朗斯
圣马塞尔莱瓦朗斯（法語：Saint-Marcel-lès-Valence，法語發音：[sɛ̃ maʁsɛl lɛ valɑ̃s]，意为“瓦朗斯附近的圣马塞尔”）是法国德龙省的一个市镇，位于该省西部偏北，属于瓦朗斯区和瓦朗斯-罗芒城市公共社区。

## 地理
圣马塞尔莱瓦朗斯（44°58'15"N, 4°57'24"E）面积15.05 平方千米，位于法国奥弗涅-罗讷-阿尔卑斯大区德龙省，该省份为法国东南部内陆省份，北起顺时针与伊泽尔省、上阿尔卑斯省、上普罗旺斯阿尔卑斯省、沃克吕兹省和阿尔代什省接壤。
与圣马塞尔莱瓦朗斯接壤的市镇（或旧市镇、城区）包括：阿利克桑、瓦朗斯堡、伊泽尔河畔新堡、瓦朗斯。

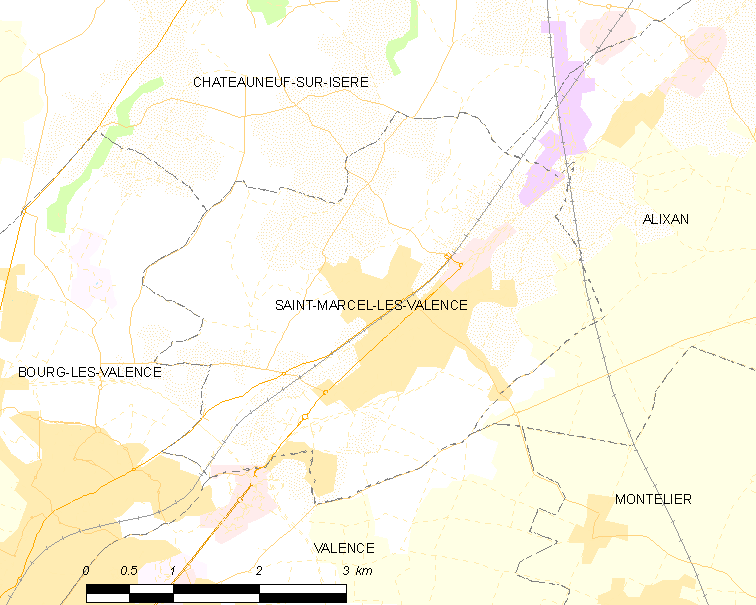
圣马塞尔莱瓦朗斯的OSM定位图

圣马塞尔莱瓦朗斯的时区为UTC+01:00、UTC+02:00（夏令时）。

## 行政
圣马塞尔莱瓦朗斯的邮政编码为26320，INSEE市镇编码为26313。

## 政治
圣马塞尔莱瓦朗斯所属的省级选区为瓦朗斯第一县。

## 人口

1962-2008年间圣马塞尔莱瓦朗斯人口变化图示

圣马塞尔莱瓦朗斯于2022年1月1日时的人口数量为6214人。